# Myndig
Myndig är en civilrättslig term som innebär att en person är berättigad att på egen hand ingå civilrättsliga giltiga avtal, bland annat rörande ekonomiska överenskommelser. 
Ett villkor för att vara myndig är och har normalt varit att en viss ålder uppnåtts – myndighetsålder. Historiskt och i olika länder finns även andra krav för att kunna vara myndig. Kön har varit och är fortfarande i vissa länder en faktor som avgör möjligheten vara myndig, där kvinnor förvägra(t)s rätten. Slavar har definitionsmässigt inte getts rätten att bli myndiga. Personer med grava mentala eller fysiska funktionsnedsättningar har och är inte alltid berättigade bli myndiga i alla länder. I vissa tider och länder har också rättssystemet fungerat så att det varit svårt för de svaga i samhället och icke läskunniga att hävda sin rätt att fungera som myndiga.
Bland världens länder är det vanligast med krav främst på ålder och att 18 år är åldern för att bli myndig.[källa behövs]

## Att vara myndig
Att vara myndig betyder att individer får makt och ansvar över sig själva, sin egendom och sitt dagliga liv. Det har varit, och är idag, oftast åldern som avgör när en person räknas som myndig, så kallad myndighetsålder. Kön, och för kvinnor deras civilstånd, har tidigare också varit en avgörande faktor för att räknas som myndig eller inte. Att vara myndig ger individen möjlighet att, utan någon annans godkännande, bestämma över sitt liv, sin egendom och att agera självständigt.

## Att vara omyndig
De som inte är myndiga kallas omyndiga, vilket vanligast då avser de som ännu inte kvalificerat sig för att vara myndiga. Att ta ifrån en redan myndig person den rätten – att omyndigförklara personen – har blivit mer ovanligt. I Sverige avskaffades möjligheten 1989.
Sverige var ett av de sista länderna i Europa med att införa en myndighetsålder för kvinnor. Innan det infördes var alla kvinnor omyndiga och tvungna, i de flesta fall, att i hela sitt liv ha en förmyndare. Att vara omyndig innebar att man inte kunde äga ett hushåll, ha hand om stora summor pengar, sköta sin ekonomi, gå i borgen, skriva under kontrakt, hyra bostad, driva företag och sälja egendom.
- En kvinnas förmyndare var framförallt fadern, men när eller om kvinnan gifte sig övergick förmyndarskapet till mannen som då blev målsman för sin hustru. För de ogifta kvinnorna fortsatte faderns förmyndarskap ända till dennes död, då övergick förmyndarskapet till en bror, farbror eller morbror, i vissa fall kunde även modern istället överta förmyndarskapet som änka.[4][6][7]

## Krav på civilrättslig myndighet i andra sammanhang
Ordet myndig används i andra sammanhang utan koppling till det civilrättsliga begreppet, som straffmyndig, sexuell myndighetsålder. Myndighetsåldern är ofta kopplad till en ålder som ger andra rättigheter utan att dessa formellt är kopplad till det civilrättsliga begreppet myndighet. Exempel är rösträtt, körkort, inköp av alkoholhaltiga drycker, delta i olika yrkesuppgifter (inklusive militärtjänst) och andra aktiviteter. Rätten att ingå giftermål är i vissa länder kopplad till det civilrättsliga begreppet myndighet, ibland är det oberoende.

## Myndighetsålder i Sverige, historia
Den ålder då man blev myndig var enligt romersk rätt ursprungligen pubertetsåldern, 12 år för kvinnor och 14 år för män samt enligt germansk rätt 12 år. För förmögenhet fanns en tendens att omyndigheten varade till 25 år. Viss rättslig myndighet inföll redan vid 7 års ålder, och möjligheter fanns att kunna bli fullt myndigförklarad vid 18 år för kvinna och 20 år för man. 
I Sverige kom 12 år att gälla enligt Hälsingelagen och 15 år enligt övriga landskapslagar och landslagar samt i Norge och Danmark. Senare ändrades rättssystemet så att ogifta och gifta kvinnor var omyndiga med man eller närmaste manliga släkting som förmyndare, men blev myndiga som änkor. Gifte sig änkan blev hon återigen omyndig. Den romerska rätten tappade anhängare och myndighetsåldern höjdes i många länder till 21 år. I Sverige, samt England, Sachsen och Nordamerika, skedde detta 1721. I Norge ändrades myndighetsåldern till 21 år 1869 och i Danmark 1911. År 1921 beslutade Sveriges riksdag att kvinnor blir myndiga vid samma ålder, 21 år, som män. Tidigare hade mäns myndighetsålder stadgats i lag sedan 1600-talet. 1 juli 1969 sänktes myndighetsåldern till 20 år, och 1 juni 1974 ändrades myndighetsåldern till 18 år.

### Kvinnlig myndighetsålder i Sverige

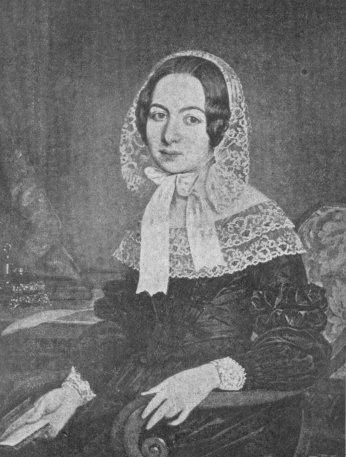
Fredrika Bremer ses som en frontfigur för kvinnors rätt till myndighet i Sverige.

Kvinnors myndighet och omyndighet reglerades före ändringarna under 1800-talets andra hälft inte av ålder, utan berodde på civilstånd. Beroende på om de var ogifta, gifta, frånskilda eller änkor, hade de olika myndighet.  Ogifta kvinnor stod under närmsta manliga släktings förmyndarskap, och gifta kvinnor under makens förmyndarskap. Kvinnor blev myndiga som änkor oavsett ålder, men åter omyndiga om de gifte om sig. 
Omyndighetsåldern för vuxna ogifta kvinnor gällde dock praktiken endast i ekonomiska frågor. De var enligt gällande praxis juridiskt myndiga och kunde företräda sig själva inför domstol och vittna under rättstvister, och egendomslösa ogifta kvinnor tilläts av allt att döma hantera sin egen lön utan att behöva någon förmyndare: det var endast ogifta kvinnor som ägde egendom som i praktiken ansågs behöva en förmyndare.
År 1734 fastställdes kvinnors omyndighet som en lag i Ärvdabalken: “Mö, av hvad ålder hon vara må, stående under förmyndarskap” (19 kap. 2 §).   En ogift kvinna kunde ansöka om myndighetsförklaring hos kungen via en dispensansökan.  Bland de kvinnor som myndigförklarades efter egen ansökan var Charlotta Richardy (1786), Caroline Gother (1793), Sophie Daguin (1832) och Fredrika Bremer och hennes syster (1840).  Gifta kvinnor hade dock ingen möjlighet att ansöka om myndighet. Den gifta kvinnan Anna Kajsa Pettersdotter ansökt 1860 förgäves om att bli myndigförklarad för att kunna bli sin omyndigförklarade makes förmyndare, men det nekades henne med hänvisning till att hon var gift, och hon tvingades därför ansöka om skilsmässa för att nå sitt mål.
År 1810 var första gången man talade om kvinnors myndighet i ståndsriksdagen. År 1858 förenklades ogifta kvinnors myndighetsansökan genom att göra det möjligt att ansöka om myndighetsförklaring vid närmaste domstol snarare än hos kungen. Från 1863 blev ogifta kvinnor automatiskt myndiga vid 25 års ålder, och från 1884 vid 21 års ålder, samma ålder som män. Gifta kvinnor var dock fortsatt omyndiga.      
År 1921 beslutade Sveriges riksdag att alla kvinnor i Sverige skulle bli myndiga vid 21 års ålder, oavsett civilstånd.  Detta beslut innebar att män och kvinnor nu för första gången blev myndiga på samma villkor. Riksdagsbeslutet år 1921 innebar att alla kvinnor, ogifta, gifta eller änkor, fick samma rättigheter som män, och det vid samma ålder som män blivit myndiga vid sedan 1721.  

#### Dispensansökan om att bli myndig
Att göra en dispensansökan betydde att man via kungen ansökte om att bli myndig. Dessa anmälningar var byggda på motiveringar och särskilda skäl som skulle övertyga kungen om att ge “dispens” från lagen, det vill säga få ett undantag från den dåvarande lagen om generell kvinnlig omyndighet. 
Före 1734 var myndighetsbegreppet för kvinnor som sådant otydligt formulerat i lagen, och det var därmed också ansökan om att bli myndigförklarad. Det första tydliga fallet av en ansökan om dispens om myndighetsförklaring till kungen brukar anses vara ett fall från 1712, när den ogifta Helena Wrede förklarades fullt myndig.   
Möjligheten att söka dispens hos kungen blev sedan tydligt formaliserad och reglerad i 1734 års lag, samma lag som också för första gången klart och tydligt definierade ogifta kvinnor som omyndiga. 
Kungens myndigförklaringar av ogifta kvinnor uppmärksammades av justitierevisionen, som ville förhindra att sådana dispenser blev för vanliga. Fallet Anna Beata Coyet från 1754 blev vägledande, då hon blev myndigförklarad med förbehållet att hon inte skulle tillåtas avyttra ärvd jord, ett förbehåll som sedan dess blev vanligt. 
Nästan alla kvinnor som ansökte om att bli myndigförklarade var ogifta, men det fanns också några fall av omyndigförklarade änkor, som ville återfå sin myndighet, och hustrur vars make övergett dem eller blivit sinnessjuk; en frånskild kvinna tycks allmänt ha betraktats som myndig såvida man inte uttryckligen hade förordat henne en förmyndare. Under 1700-talet var nästan alla sökande kvinnor från överklassen som ville få kontrollen över sina egna förmögenheter, men efter sekelskiftet 1800 blev det allt vanligare att arbetarkvinnor sökte myndigförklaring för att underlätta försörjningsmöjligheterna.
De flesta ansökningarna gjordes när den sökandes fader hade avlidit, och den ogifta dottern ansökte om att få bli myndig av den anledningen. 
De flesta omyndiga ogifta kvinnor kunde i praktiken leva sina liv obehindrade av sin formella omyndighet så länge de saknade egendom och inte bedrev affärsverksamhet, och när deras far hade avlidit levde de flesta ogifta kvinnor i praktiken utan en utsedd förmyndare trots att de formellt var omyndiga. Det tycks ha varit först när en ogift kvinna ägde egendom eller försökte bedriva affärsverksamhet som hennes förmyndare försökte utöva myndighet över henne och som omyndigheten blev ett hinder, och det var också generellt kvinnor som ägde egendom eller som försökte utöva affärsverksamhet som kände behov av att ansöka om  myndigförklaring. 
Att ansöka om myndigförklaring var vanligt för ogifta yrkeskvinnor, som till exempel månglerskorna i Stockholm. Tiden 1819-1846 utgjorde Stockholms månglerskor en ganska stor del av de kvinnor som ansökte hos förmyndarekammaren om att bli myndigförklarade. Exakta siffror finns bara för enskilda år, men 1815 inkom 55 ansökningar och 1845 127 stycken. Minst 32 månglerskor myndigförklarades 1818-1847, vilket är många, med tanke på att relativt få kvinnor ansökte om att bli myndigförklarade.
Det var komplicerat att genomföra en dispensansökan. För att vara säker på att den skulle beviljas behövdes samtycke från den sökandes släkt och även från hennes lokalsamhälle i form av både församlingspräst och domstol. Även den sökandes förmyndare behövde helst ge sitt godkännande.  
Att kvinnan hade uppnått "mogen ålder" (vilket definierades som omkring 25) och ett prästintyg som intygade hennes ansvarsfulla och "goda vandel" var ett minimikrav.  Kvinnan kallades då inför domstolen för att redogöra för sin ekonomi, vandel och skäl till ansökan, och fler intyg och vittnen till hennes ansvarsfullhet ökade hennes chanser att få sin ansökan godkänd.

### Vägen åter till kvinnlig myndighet
Under 1800-talet fick den liberala ideologin ett genombrott vilket påverkade en förändring av det svenska samhället på många sätt. Förändringar skedde inom såväl politik som ekonomi. Ståndsriksdagen ersattes med tvåkammarriksdag och skråväsendet avskaffades när en ny näringsfrihetsförordning gav både män och kvinnor samma möjlighet och rätt till att arbeta och etablera egna företag. Samtidigt ökade antalet ogifta kvinnor i samhället och ledde till att frågan om kvinnans myndighet blev mer aktuell. Den frågan drevs främst av liberala politiker tillsammans med den framväxande kvinnorörelsen, där författaren och feministen Fredrika Bremer var en tidig förgrundsfigur.
Vägen till kvinnors myndighet genomfördes etappvis och gick väldigt långsamt.

#### Kvinnlig myndighetsålder införs
Det började med att det år 1858 infördes en kvinnlig myndighetsålder vid 25 års ålder, men förutsatte en anmälan till lokal domstol. Till anmälan krävdes dock endast ett åldersbevis. Lagen var möjligen ett resultat av Fredrika Bremers debatt om omyndighetstillståndet i romanen Hertha. Riksdagens beslut innebar en kompromiss och har betraktats som ett första steg på vägen mot ogifta kvinnors myndighet. En annan orsak till att denna reform genomfördes var att myndigheterna fick in allt fler myndighetsansökningar med åren, vilket ledde till att det till slut blev för mycket arbete för myndigheterna. Genom att istället införa att kvinnor blev myndiga vid 25 års ålder genom att endast skicka in ett åldersbevis till lokal domstol, underlättades myndigheternas arbetet med att godkänna ansökningarna markant.
År 1863 avskaffade riksdagen villkoret om att behöva ansöka om myndighet till domstol, och ogifta kvinnor blev därmed automatiskt myndiga den dag då de fyllde 25 år. Anmälningsåren var förbi och myndighet för kvinnor blev norm istället för undantag. Däremot kunde man nu istället ansöka om att förbli omyndig.

#### Anmälan om att bli omyndig
Rätten om att förbli omyndig fanns kvar till 1921 för kvinnor. En liknande rättighet fanns inte för män. De kunde ansöka, men deras behov av förmyndare prövades och behövdes motiveras till skillnad från kvinnornas. Att det ska vara jämlikhet i samhället handlar om att ha samma rättigheter men även skyldigheter. Kvinnorna hade en rättighet att förbli omyndiga, men det fanns ingen skyldighet för dem att de skulle ha ansvar för sig själva och sin egendom. Anledningen till att vissa kvinnor ville förbli omyndiga har antagligen att göra med den tidens könsroller, de var påverkade av den tidens kultur och vad som var norm. Många visste inte annat, och att plötsligt behöva ta ansvar för sig själv kunde för vissa bli skrämmande eller omöjligt. Antalet omyndighetsanmälningar var dock väldigt få.

#### Gifta kvinnors myndighet dröjer
Under ytterligare några år var myndighetsåldern olika för män och kvinnor, men år 1884 genomfördes ytterligare en reform och ogifta kvinnor fick nu samma myndighetsålder som männen, det vill säga vid 21 års ålder, de blev dock åter omyndiga ifall de gifte sig. Mellan 1865 och 1884, fick gifta kvinnor rätt att själva ha hand om sin arbetsinkomst, vilket fastställdes i lag år 1874, vilket också var en viktig milstolpe på vägen mot kvinnlig myndighet. Denna lag var bland annat ett resultat av Sveriges första kvinnosaksförening, Föreningen för gift kvinnas äganderätt, skapad av Anna Hierta-Retzius och Ellen Anckarsvärd, som ifrågasatte mannens makt över sin hustru både kroppsligt och ekonomiskt.

#### Samma villkor för kvinnor och män
År 1921, cirka 40 år senare, blev även gifta kvinnor per automatik myndiga vid 21 års ålder. Samtidigt togs rätten om att förbli omyndig bort, och därmed blev man och kvinna fullt jämställda i fråga om myndighet. Det var även samma år som svenska kvinnors rösträtt tillämpades för första gången i ett riksdagsval.